# Nez de Voidries
Le nez de Voidries est un cap de France situé dans le département de la Manche, sur la commune de Jobourg.
Ses falaises de 128 mètres de hauteur surplombent la Manche juste au nord-ouest du nez de Jobourg, de l'autre côté de l'anse de Senival, et au sud des Hautes falaises de Jobourg et de la baie d'Écalgrain.
Appartenant au site naturel classé de la Hague, le site fait l'objet de plusieurs protections à destination de la faune et de la flore (arrêté préfectoral de protection de biotope, Natura 2000, ZNIEFF de type 1, orientation de gestion de la faune sauvage et de ses habitats…).